# Alfredo Ripstein
Pour les articles homonymes, voir Ripstein.
Alfredo Ripstein (né le 10 décembre 1916 à Parral - mort le  20 janvier 2007 à Mexico) est un producteur de cinéma mexicain. Il était le père d'Arturo Ripstein.

## Biographie
Issu d'une famille juive d'origine polonaise, Alfredo Ripstein commença sa carrière de producteur de cinéma à la fin des années 1930. Précédemment il avait fondé sa propre société de production Alameda Films.
Avec près d'une centaine de films à son actif, Ripstein a travaillé avec des réalisateurs comme Joaquín Pardavé, René Cardona, Alejandro Galindo, Alberto Isaac, Jorge Fons, Carlos Carrera, et son fils, Arturo Ripstein. De plus, parmi les acteurs qui sont passés par sa maison de production il y avait Pedro Infante, Marga López
, Salma Hayek.
Parmi les films les plus célèbres qu'il produisit se détachent El crimen del padre Amaro, El callejón de los milagros  et Principio y fin lesquels ont tous reçu l'Ariel de Oro du meilleur film.